# Ohms
| 전문가 평가          | 전문가 평가 |
| 총 점수              | 총 점수     |
| 출처                 | 점수        |
| -------------------- | ----------- |
| AnyDecentMusic?      | 8.6/10      |
| 메타크리틱           | 87/100      |
| 평가 점수            |             |
| 출처                 | 점수        |
| AllMusic             | [ 3 ]       |
| Consequence of Sound | A−          |
| DIY                  | [ 5 ]       |
| Exclaim!             | 9/10        |
| The Guardian         | [ 7 ]       |
| The Independent      | [ 8 ]       |
| Kerrang!             | 4/5         |
| NME                  | [ 10 ]      |
| Pitchfork            | 7.6/10      |
| Sputnikmusic         | 5/5         |

《Ohms》는 미국의 얼터너티브 메탈 밴드 데프톤스의 아홉 번째 스튜디오 음반으로, 2020년 9월 25일, 리프리즈 레코드를 통해 발매되었다. 이 음반은 테리 데이트에 의해 프로듀싱되었으며, 발매되지 않은 《Eros》 이후 첫 번째 협업이자 2021년 초 밴드를 떠난 베이시스트 세르지오 베가와의 결승전이 되었다. 이 음반은 두 개의 싱글 〈Ohms〉와 〈Genesis〉의 발매 전에 발매되었다. 〈Ceremony〉는 나중에 싱글로 발매되었다. 《Ohms》는 비평가들로부터 호평을 받았다.

## 배경
데프톤스는 2016년 4월 8일, 워너 브라더스 레코드를 통해 여덟 번째 스튜디오 음반 《Gore》를 발매했다. 음반 프로모션의 일환으로 밴드는 2016년 여름 리퓨즈드와 스포트라이츠의 지원을 받아 광범위한 미국 투어를 시작했다. 이듬해 여름, 그들은 스라이스의 지원을 받아 라이즈 어게인스트와 함께 북미 투어를 공동 헤드라인으로 공연했다. 2018년, 데프톤스는 펫코 파크에서 마이크 시노다, 로켓 프롬 더 크립트, 도자 캣과 같은 아티스트들의 공연을 특징으로 하는 첫 연례 디아 데로스 데프톤스 축제를 주최했다.

## 구성
음악적으로 《Ohms》는 밴드의 핵심 얼터너티브 메탈 스타일로의 복귀로 널리 묘사된다. 이 음반은 또한 슈게이징과 포스트 록 으로 묘사되었다. 《클래식 록》 잡지는 이 음반을 "메탈적인 가장자리를 가진 드림 팝"이라고 부르며 다른 평가를 덧붙였다.  이 음반은 테리 데이트가 2003년에 제작한 동명의 음반 이후 데프톤스의 첫 번째 음반이지만, 2008년에 발매되지 않은 음반 《Eros》의 세션 동안 밴드는 그와 함께 작업했다. 이 음반은 스티븐 카펜터가 9현 기타를 사용한 첫 번째 음반이기도 하다.

## 곡 목록
모든 곡들은 데프톤스에 의해 작사/작곡하였다.
| #   | 제목                         | 재생 시간 |
| --- | ---------------------------- | --------- |
| 1.  | 〈Genesis〉                  | 5:17      |
| 2.  | 〈Ceremony〉                 | 3:27      |
| 3.  | 〈Urantia〉                  | 4:30      |
| 4.  | 〈Error〉                    | 4:50      |
| 5.  | 〈The Spell of Mathematics〉 | 5:27      |
| 6.  | 〈Pompeji〉                  | 5:25      |
| 7.  | 〈This Link Is Dead〉        | 4:37      |
| 8.  | 〈Radiant City〉             | 3:35      |
| 9.  | 〈Headless〉                 | 4:59      |
| 10. | 〈Ohms〉                     | 4:10      |